# Alicja prowadzi śledztwo (Teatr Telewizji)
Alicja prowadzi śledztwo – czarno-biały, 83-minutowy spektakl Teatru Telewizji w 1970 roku zrealizowany w cyklu Teatr Sensacji „Kobra”. Spektakl był adaptacją sztuki o tym samym tytule autorstwa Roberta Thomasa.
Premiera telewizyjna odbyła się 29 stycznia 1970 r. Sztukę wyreżyserował Edward Dziewoński, a realizacji telewizyjnej dokonała Anna Minkiewicz. Scenografię przygotował Marek Lewandowski. Tekst komedii przełożyła Jolanta Sell.

## Fabuła
Szef niewielkiego biura notarialnego w Paryżu, mecenas Rocher zostaje znaleziony martwy w swoim gabinecie ze sztyletem w plecach. Policja, wezwana na miejsce przez telefonistkę Alicję Postic, nie znajduje żadnych śladów zbrodni.

## Obsada
- Irena Kwiatkowska jako Alicja Postic
- Edward Dziewoński jako inspektor Grandin
- Alfreda Sarnawska jako Klara Rocher
- Igor Śmiałowski jako mecenas Rocher
- Stanisława Stępniówna jako Zuzanna Brissard
- Wiesław Gołas jako Robert de Charance
- Halina Kowalska jako Wirginia Renoir
- Cezary Julski jako Maks
- Bolesław Kostrzyński jako Logan